# Южный диалект узбекского языка

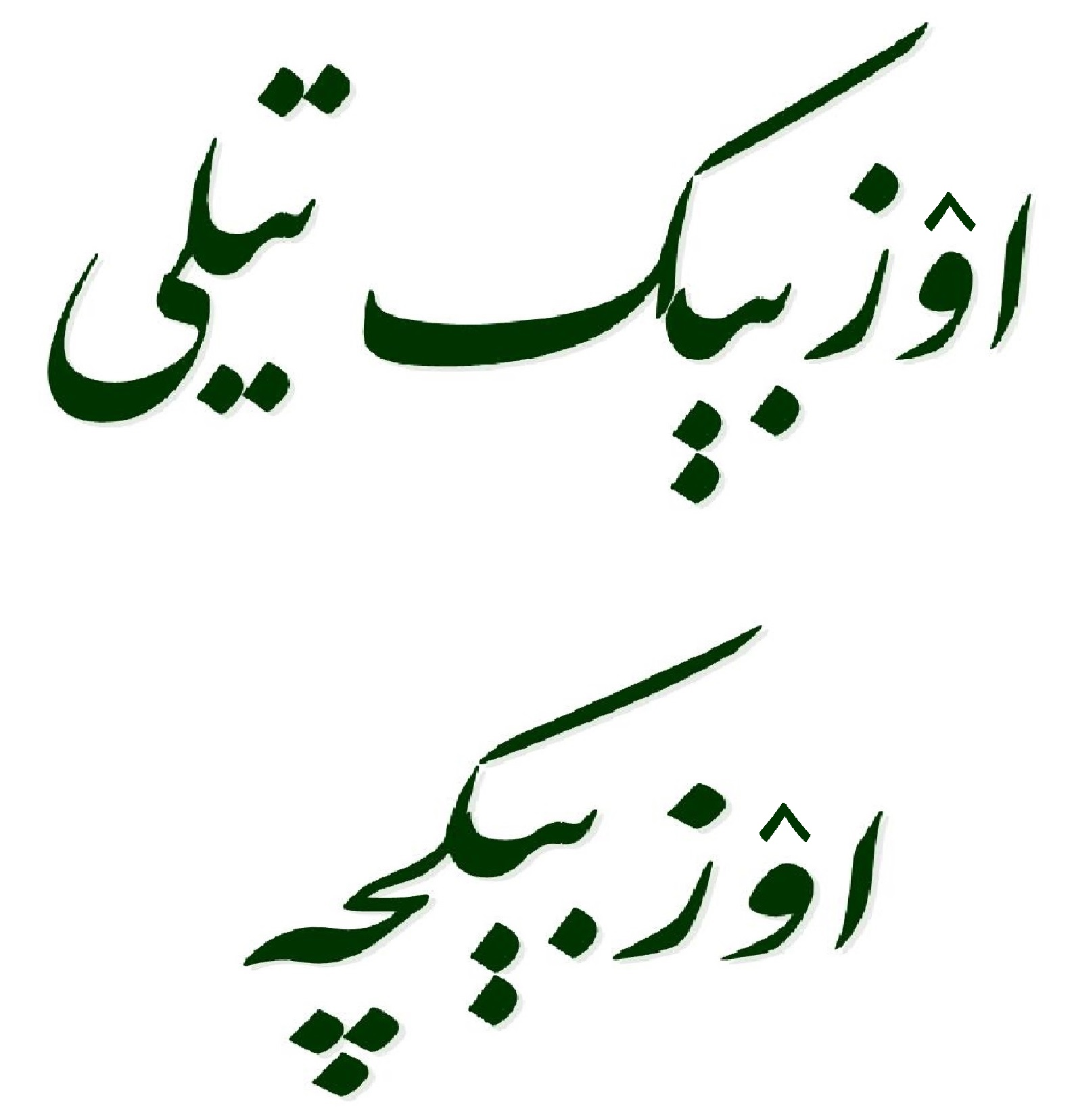
Надписи Узбекский язык и Узбекский на узбекская письменность (основанное на арабской графике), почерком насталик.

Ю́жный диале́кт узбе́кского языка́, также известный как южноузбе́кский язы́к, Афга́нский диале́кт узбе́кского языка́ — один из крупнейших диалектов узбекского языка, относящийся к карлукской группе тюркских языков. Основан на узбекской письменности с арабской графикой. Является одним из официальных языков в некоторых северных вилаятах (провинциях) Исламской Республики Афганистан, а также фактически третьим официальным языком страны после дари и пушту. В основном распространён в Афганистане, а также в соседних Пакистане и Иране.
Афганский диалект узбекского языка является самым иранизированным диалектом узбекского языка. Сам узбекский язык также является одним из самых иранизированных тюркских языков, наряду с азербайджанским и туркменским. Высокий уровень иранизированности афганского диалекта узбекского языка объясняется тем, что практически все узбекоязычные Афганистана проживают в соседстве с персоязычными народами, в основном с афганскими таджиками, и соответственно этот диалект на протяжении множества веков испытывает сильное влияние персидского языка, который в Афганистане по политическим причинам называется дари и считается отдельным языком. Также немалую роль играет билингвизм носителей южноузбекского, так как практически все они владеют в совершенстве персидским (дари). Южноузбекский язык  в большей степени сохранил традиции и лексику чагатайского языка, который также называют староузбекским языком или просто тюрки́.

## Самоназвание
Узбекоязычные в пяти странах Средней Азии называют свой язык узбе́к тили́ / узбекча́ (узб. Oʻzbek tili - Ўзбек тили / Oʻzbekcha - Ўзбекча), но узбеки живущие в Афганистане называют свой язык на персидский лад — узба́к тили́ / узбакча́ (узб. اوزبیکچه / اوزبیک تیلی).

## Распространение и численность носителей
Южноузбекский язык распространён главным образом в Афганистане, в северных и северо-западный вилаятах (провинциях). Является официальным языком в ряде северных вилаятах Афганистана, и считается третьим по очереди (после дари и пушту) среди официальных языков Исламской Республики Афганистан. Также распространён в северном и западном Пакистане (см. статью Узбеки в Пакистане), в основном в среде беженцев из Афганистана. Также частично распространён в Иране, в основном в северо-восточной и восточной части страны (провинции Хорасан-Резави, Южный Хорасан, Северный Хорасан, Систан и Белуджистан, города Мешхед и Тегеран и их окрестности), куда переезжают в поисках лучшей жизни афганские узбеки, наряду с афганскими таджиками, туркменами, хазарейцами и пуштунами.
Также носители афганского диалекта узбекского языка распространены по всему миру, в качестве иммигрантов и беженцев, в США, Канаде, Австралии, Европе, Ближнем Востоке.
На южноузбекском или афганском узбекском разговаривает около трёх миллионов человек, для еще нескольких сотен тысяч человек это является вторым или третьим языком (в основном это туркмены, таджики, хазарейцы и пуштуны). Некоторые считают что эти цифры занижены в несколько раз, и носителей узбекского в Афганистане от 5 до 8 миллионов человек. Для носителей южноузбекского языка характерен билингвизм. Помимо своего родного языка, практически все носители южноузбекского владеют в совершенстве персидским (дари), часто встречаются владеющие дополнительно пушту и туркменским языками.

## Диалекты и говоры
Южноузбекский язык большинством лингвистов считается одним из диалектов узбекского языка, но тем не менее, в свою очередь южноузбекский язык имеет несколько диалектов и говоров. Наиболее крупные среди которых Мазари-Шарифский диалект, Гератский диалект, диалекты Кундуза, Балха, Тахара, Джаузджана, Шибиргана, Фарьяба, Майманы, Сарипуля, Бадхиза, Самангана, отдельно стоит Кабульский говор узбекского языка.

## Письменность
Для написания южноузбекского языка используется арабо-персидская письменность, которая была реформирована в соответствии с нормами произношения узбекского языка. Она практически идентична с арабо-персидской письменностью узбекского языка до 1928 года, до латинизации и последующей кириллизации узбекского языка в советской Средней Азии.
Нынешний вариант узбекской арабо-персидской письменности:
 ٸ ى ې ي ة ﻩ ۉ ۇ ٶ و ن م ل گ ک ق ف غ ع ظ ط ض ص 
ش س ژ ز ر ذ د خ ح چ ﺝ ث ﺕ پ ب ء أ ا آ.
В последние годы некоторые представители из интеллигенции афганских узбеков выступают за латинизацию своего языка, и за унификацию с литературным узбекским языком на латинской графике (см. статью Узбекская письменность), который является государственным и официальным языком в соседнем Узбекистане.

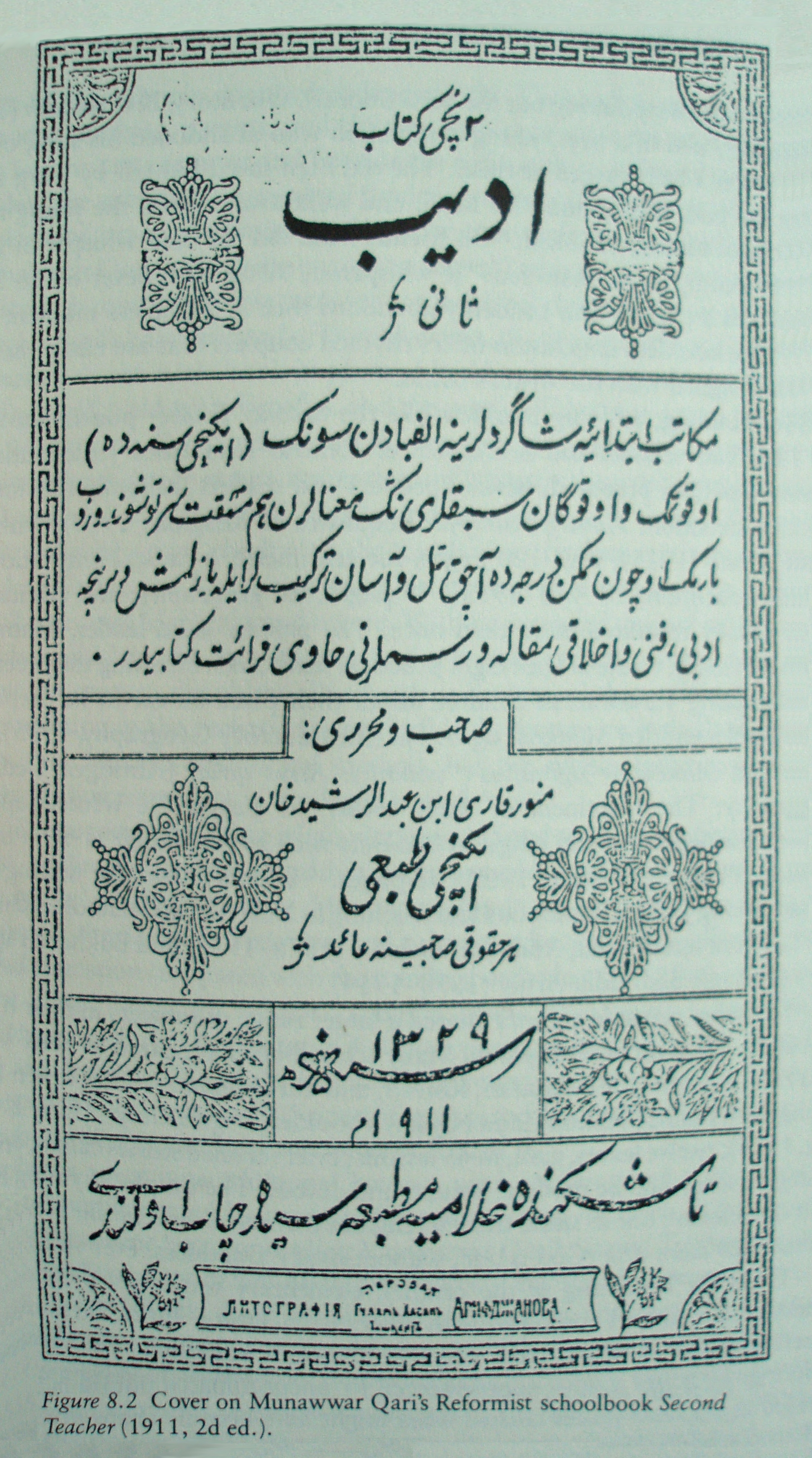
Текст на узбекском языке, написанный арабо-персидской письменностью, почерком насталик.

## Использование
Является одним из официальных языков в некоторых северных вилаятах (провинциях) Исламской Республики Афганистан, а также фактически третьим официальным языком страны после дари и пушту. В основном распространён в Афганистане, а также в соседних Пакистане и Иране.
В Афганистане на узбекском языке с арабо-персидской письменностью издается небольшое количество газет и книг, количество которых увеличивается в последние годы, тогда как в прошлом веке и лет 10-20 назад их можно было считать на одних пальцах рук. Также в Афганистане с 2004 года вещает частный узбекоязычный телеканал Ayna TV, который очень популярен среди узбекской диаспоры Афганистана. Нередки плакаты и вывески на узбекском языке на улицах северных городов Афганистана, и даже в столице — в Кабуле.
Имеет свой код ISO 639-3 — uzs. В нескольких университетах и институтах Афганистана имеются кафедры и отделения узбекского языка и литературы. В частности, функционирует отделение узбекского языка при кафедре тюркологии Кабульского университета, во многих университетах северных городов Афганистана, таких как Мазари-Шариф, Балх, Джаузджан, Герат, Кундуз. В последние годы поддержку узбекскому языку в Афганистане оказывает соседний Узбекистан, в частности принимая к себе на учёбу афганских узбеков.
Всемирная служба Би-би-си (BBC World Service) имеет отдельную службу на афганском диалекте узбекского языка (то есть на южноузбекском языке). Эта служба имеет свой сайт на арабо-персидской узбекской письменности, где публикуются новости касающиеся в основном Афганистана, выпускает видеоматериалы, в том числе новостные видеоматериалы. Основная часть журналистов этой службы укомплектованы в основном узбекоязычными журналистами из Афганистана, имеет своих корреспондентов в Афганистане и Пакистане. Помимо афганского диалекта узбекского языка, Всемирная служба BBC имеет отдельную службу на литературном узбекском языке, ориентированную для узбекоязычных в Узбекистане и в остальных странах Средней Азии. Сайт службы на литературном узбекском языке доступен на узбекской латинице и кириллице, также как и видеоматериалы. Журналисты этой службы соответственно укомплектованы узбекоязычными выходцами из Узбекистана и остальных стран Средней Азии.